# Euphaea cora
Euphaea cora – gatunek ważki z rodziny Euphaeidae.